# Icaria fictilis
Icaria fictilis är en tvåhjärtbladig växtart som beskrevs av James Francis Macbride. Icaria fictilis ingår i släktet Icaria och familjen Melastomataceae. Inga underarter finns listade i Catalogue of Life.